# Jimmy Kamghain
Jimmy Kamghain (Avignon, 3 juli 1992) is een Frans-Kameroenese voetballer.

## Carrière
Op 17-jarige leeftijd ondertekende Kamghain zijn eerste professionele contract in zijn carrière. Hij tekende voor drie jaar bij Paris Saint-Germain. In 2010 won hij het kampioenschap onder de 19 jaar. Nadien maakte hij de overstap naar het reservenelftal in de CFA. Kamghain was in die periode ook Frans jeugdinternational.
In de zomer van 2012 ondertekende hij een contract voor vier jaar bij KV Kortrijk. Hij debuteerde op het hoogste niveau in de Belgische competitie tegen RSC Anderlecht op 28 juli 2012. Hij speelde 55 minuten mee, waarna hij geblesseerd het veld verliet. De match tegen Anderlecht eindigde op 1-1. Hij raakte enkele maanden daarna geblesseerd aan de knie op training en moest ongeveer een jaar revalideren. Op 25 januari 2014 zat hij opnieuw in de kern en mocht de laatste 8 minuten invallen tegen SK Lierse. Op 29 januari werd bekendgemaakt dat Kamghain het seizoen afmaakte bij SV Roeselare in de Tweede klasse.

## Statistieken
| Seizoen | Club                | Land      | Reeks              | Wed | Goals |
| ------- | ------------------- | --------- | ------------------ | --- | ----- |
| 2010/11 | Paris Saint-Germain | Frankrijk | CFA                | 10  | 0     |
| 2011/12 | Paris Saint-Germain | Frankrijk | CFA                | 27  | 1     |
| 2012/13 | KV Kortrijk         | België    | Jupiler Pro League | 13  | 0     |
| 2013/14 | KV Kortrijk         | België    | Jupiler Pro League | 1   | 0     |
| 2013/14 | → KSV Roeselare     | België    | Tweede Klasse      | 4   | 0     |
|         |                     |           | Totaal             | 55  | 1     |